# Augustin Bourrat
Augustin Bourrat (Aiguatèbia i Talau, 1 d'abril del 1915 - Sant Feliu d'Amunt, 14 de febrer del 1986) va ser un militar nord-català que participà en la Segona Guerra Mundial i a les guerres d'Indoxina i Algèria.

## Biografia
Fill d'un duaner, a l'abril del 1934 s'enrolà voluntari al 24è regiment de Tiradors Senegalesos (amb base a Perpinyà). El maig del 1939 tenia graduació de sergent i era al Txad, a la sisena companyia del Regiment de Tiradors Senegalesos del Txad, acantonada a Zouar (si hagués continuat al 24è, hauria format part de les tropes brutals que vigilaven el 1939 els camps de refugiats d'exiliats a la costa del Rosselló). S'oposà a l'armistici del 28 d'agost del 1940 i es posà a la disposició de la França Lliure sota les ordres del governador Félix Éboué. Amb la seva unitat, i dins de la columna Leclerc, Bourrat participà en les operacions de Mourzouk i Gatroum (11.1.1941) contra els italians; quan el metrallador del seu camió fou mort, el reemplaçà per tornar el foc. Combaté també a Fezzan (1942) i a Fezzan-Tripolitània i Tunísia (desembre del 1942 a maig del 1943). Estigué en el naixement de la 2a. Divisió Blindada al Marroc, i fou assignat a la companyia A del 1r batalló del Regiment de Marxa del Txad.
L'11.4.1944 s'embarcà amb els seus homes cap a Anglaterra. Desembarcà a Normandia el 5 d'agost i els dies 11 i 13 es distingí en combat a la rodalia de Carrouges destruint dos vehicles enemics amb la seva metralladora. Entrà a París, combaté als Vosges i intervingué en l'alliberament d'Estrasburg (i així s'acomplí el jurament de Koufra). Fou ferit a Rhinau (Alsàcia) el 12 de desembre del 1944 i la fi de la guerra el trobà a Alemanya, ja amb grau de tinent.
El 1946 era capità, instructor a l'Escola de Quadres d'Ondes; i a l'any següent menà un esquadró de carros de combat lleugers a Pointe-Noire, al Congo (1947-1950). De tornada a Europa, serví al Regiment Colonial de Caçadors de Tancs d'Alemanya (1950-1951) abans que hom l'enviés al Tonquín (1952 a 1954), on va ser citat per la campanya del delta del riu Vermell de l'hivern 1953-1954. Participà en la guerra d'Algèria els anys 1956 i 1957. Com a cap de batalló comandava un batalló del 28è. RIAOF quan es llicencià el 1961.

### Condecoracions
- Oficial de la Legió d'Honor
- Company de l'Orde de l'Alliberament
- Creu de Guerra amb tres citacions
- Creu de Guerra dels Teatres d'Operacions Exteriors
- Medalla Colonial amb les barres "Fezzan 42", "Fezzan-Tripolitaine", "Extrême-Orient"
- Insígnia dels Ferits Militars
- Medalla commemorativa de la guerra 1939-1945
- Medalla commemorativa de la campanya d'Indoxina
- Medalla commemorativa de les operacions de seguretat i manteniment de l'ordre a l'Àfrica del Nord
- Oficial de l'Orde de l'Estrella Negra (Benín)